# Range Rover
Range Rover je řada luxusních terénních/SUV automobilů vyráběná firmou Land Rover od července 1970.

## Vznik
Range Rover vyšel z terénního vozu Land Rover. Měl pohlednější karoserii, výkonnější lehký hliníkový motor V8, pohodlnější odpružení a luxusní interiér. Je považován za zakladatele dnešní kategorie automobilů SUV.
| Model                       | Vyráběn v letech |
| --------------------------- | ---------------- |
| Range Rover první generace  | 1970–1996        |
| Range Rover druhé generace  | 1994–2001        |
| Range Rover třetí generace  | 2002–2012        |
| Range Rover čtvrté generace | 2012-2021        |
| Range Rover páté generace   | 2022-?           |

## Data třetí generace
- Motor: 5000 cm³, osmiválec, kompresor
- Max. výkon: 375 kW (510 k) při 6000 ot./min.
- Max. točivý moment: 625 Nm od 2500 ot./min.
- 0-100 km/h: 6,2 s
- Nejvyšší rychlost: 245 km/h
- Průměrná spotřeba: 14,9 l/100 km
- Pohotovostní hmotnost: 2710 kg
- Poháněná náprava: 4x4